# The Simpsons: Bart & the Beanstalk
The Simpsons: Bart & the Beanstalk è un videogioco a piattaforme pubblicato nel 1994 per Game Boy. Il gioco è stato sviluppato dalla Software Creations e pubblicato dalla Acclaim Entertainment nel 1994, ed è basato sulla serie televisiva animata statunitense I Simpson. 
Il gioco rappresenta una parodia della favola Jack e la pianta di fagioli.

## Il gioco
Nella storia del gioco, Bart Simpson, interpretato dal giocatore, si reca al mercato per vendere la mucca di famiglia, ma viene imbrogliato da un malvagio vecchio (interpretato nel gioco dal personaggio di Montgomery Burns) che scambia la mucca per un fagiolo magico ed una fionda. Quando Bart porta il fagiolo magico a casa, suo padre Homer Simpson involontariamente lo mangia per poi risputarlo.Improvvisamente dal fagiolo cresce una pianta immensa, su cui Bart si arrampicherà e si avventurerà nel castello di un gigante che troverà alla cima della pianta.